# William Alanson White Institute
Le William Alanson White Institute of Psychiatry, Psychoanalysis and Psychology (WAWI) est un institut américain de formation et de perfectionnement voué à la pratique psychanalytique et psychothérapeutique. Initialement promulgué en 1943 en qualité d'organisme de bienfaisance destiné d'une part à la formation de troisième cycle des psychothérapeutes et servant d'autre part de succursale new-yorkaise au Psychiatric Institute of Washington (en), il opte pour son appellation définitive à partir de 1946. Les locaux actuels se trouvent désormais à New York au niveau de l'Upper West Side dans l'enceinte du bâtiment baptisé au nom de la cofondatrice Clara Thompson qui œuvra en synergie aux côtés d'Harry Stack Sullivan, Frieda Fromm-Reichmann, Erich Fromm, David Rioch et Janet Rioch. L'institution est dirigée par Elizabeth Krimendahl.

## Histoire

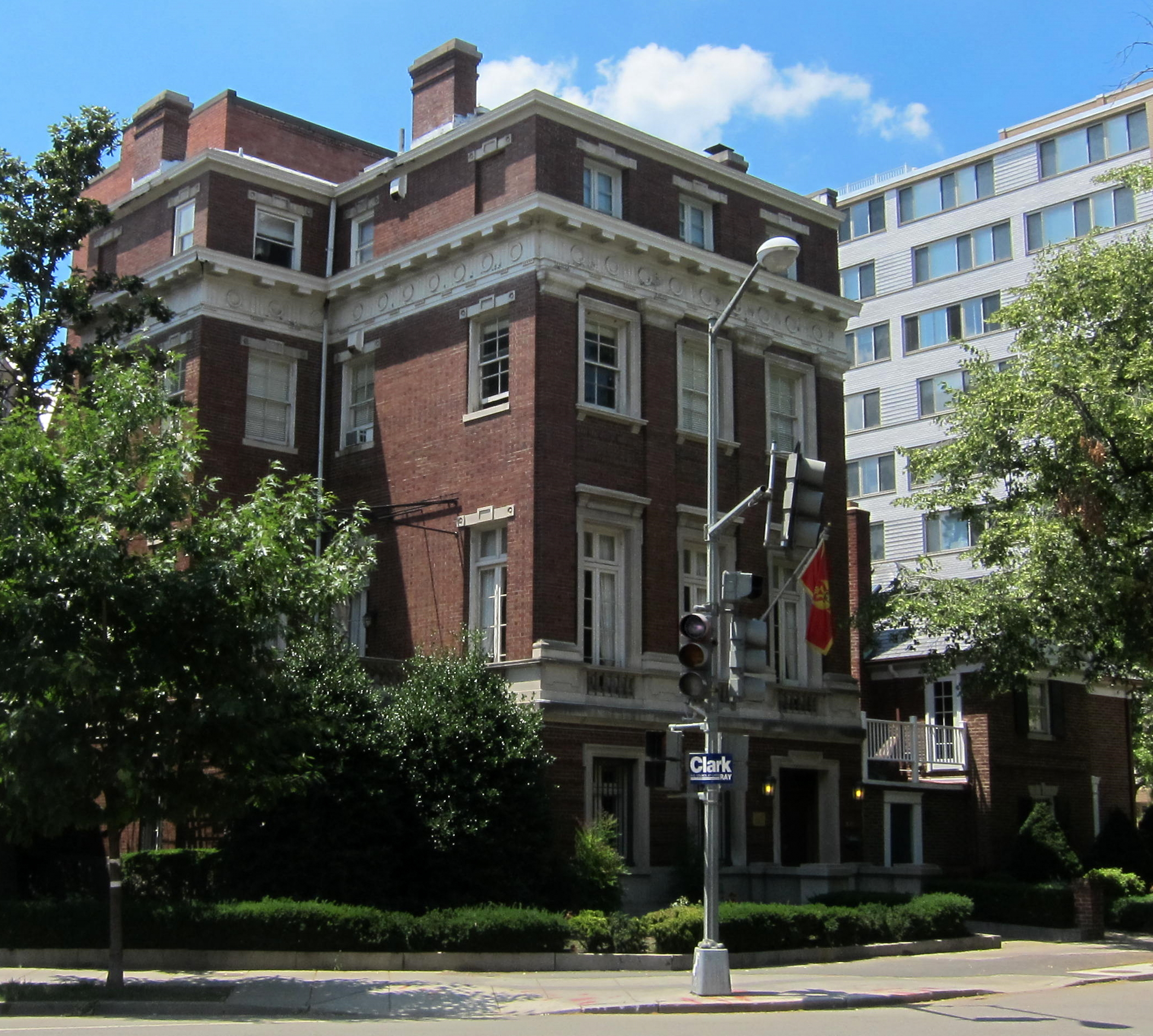
Ancienne adresse du William Alanson White Institute dans le quartier du rond-point Dupont à Washington D.C.

Le William Alanson White Institute est initialement fondé en 1943 par Clara Thompson et Erich Fromm qui sont rejoints l'année suivante par Harry Stack Sullivan, Frieda Fromm-Reichmann, David Rioch et Janet Rioch. 
Sa première implantation d'origine se situe au 1610 New Hampshire Avenue, NW, dans le quartier du rond-point Dupont à Washington D.C., au sein d'une résidence privée de style néo-géorgien, construite aux alentours de 1892, dont le cadastre figure sur le registre national des lieux historiques consignés en 1978.

## Approche thérapeutique
Le WAWI focalise son action sur la prééminence de problèmes culturels et existentiels majeurs dont l'approche sociétale tend d'ordinaire à se départir des champs d'application de la psychanalyse classique. Cette notion s'inspire ouvertement des travaux de Sándor Ferenczi qui met l'accent sur la nécessité d'une réciprocité relationnelle entre le soignant et son patient. 
Le WAWI explore ainsi de nouveaux territoires dont le canevas se situe aux confins des théories et pratiques thérapeutiques conventionnelles, s'opposant de la sorte à la pensée psychanalytique traditionnelle quelque peu rigide qui tendait encore à prévaloir aux États-Unis dans certains milieux conservateurs jusqu'au milieu du XXe siècle.

## Activités connexes
Le William Alanson White Institute propose des programmes de formation continue, des services cliniques, des séminaires, des conférences et des symposiums. Il est responsable de la publication de la revue Contemporary Psychoanalysis (en), fondée en 1964 par Max Deutscher et Rose Spiegel, et dont les actuels rédacteurs en chef sont Susan Fabrick et Ruth Livingston. Cette revue fait état de progrès notables obtenus par le biais de la psychothérapie et de la psychanalyse dans l'approche des troubles anxieux, des dépressions, des troubles de la personnalité, des conflits liés à la sexualité, à l'orientation sexuelle, à l'intersexuation, à l'identité LGBT.

## Distinctions
En 2001, l'American Psychoanalytic Association (APsaA) récompense les efforts du William Alanson White Institute en lui décernant le prix de la « première clinique psychanalytique communautaire de l'année » (Psychoanalytic Community Clinic of the Year Award) en vertu de la qualité optimale des services rendus en matière de psychothérapie prodiguée à des tarifs modiques au bénéfice de personnes souffrant de dépressions, de troubles de la personnalité, de troubles alimentaires et autres problèmes apparentés[réf. souhaitée].